# Sent Justin (Landes)
Sent Justin (en francès Saint-Justin) és un municipi francès situat al departament de les Landes i a la regió de la Nova Aquitània.

## Demografia
| 1962                                       | 1968  | 1975 | 1982 | 1990 | 1999 | 2007 |
| ------------------------------------------ | ----- | ---- | ---- | ---- | ---- | ---- |
| 935                                        | 1.082 | 973  | 914  | 917  | 887  | 873  |
| Des de 1962: població sense dobles comptes |       |      |      |      |      |      |

## Administració
| Període   | Identitat      | Partit |
| --------- | -------------- | ------ |
| 2001-2008 | Paul Lafargue  |        |
| 2008-     | Philippe Latry | PS     |